# Donn Eisele
Donn Fulton Eisele (Columbus, 23 de junho de 1930 — Tóquio, 2 de dezembro de 1987) foi um astronauta norte-americano, tripulante da Apollo 7, a primeira missão tripulada do Programa Apollo a ir ao espaço.
Graduado pela Academia Naval dos Estados Unidos e piloto da Força Aérea, Eisele entrou para a NASA em 1963 e em dezembro de 1968, junto com os astronautas Walter Schirra e Walter Cunningham, participou da missão Apollo 7, ficando em órbita terrestre por onze dias, realizando intensos treinamentos e testes com o novo equipamento, visando as futuras missões lunares do Programa Apollo. Durante esta missão foram transmitidas para a Terra, pela primeira vez, imagens ao vivo de astronautas efetivamente trabalhando no espaço.
Em julho de 1972 deixou a NASA e passou a integrar o Corpo de Paz do Exército dos Estados Unidos na Tailândia, como diretor regional. Após este cargo, Eisele passou à iniciativa privada e foi nesta atividade que veio a falecer de um ataque cardíaco durante uma viagem de trabalho a Tóquio, no Japão.